# Lista över arkipelager efter antal öar
Detta är en lista över arkipelager efter antal öar, holmar, rev, korallrev och cays.
| Plats (totalt antal öar)                            | Namn på skärgården   | Antal öar, holmar, rev, korallrev och grund |
| --------------------------------------------------- | -------------------- | ------------------------------------------- |
| Finland                                             | Skärgårdshavet       | över 40 000                                 |
| Kanada                                              | Kanadas arktiska öar | 36 563                                      |
| Stockholm, Sverige (34 316)                         | Stockholms skärgård  | 28 945                                      |
| Malaya (25 000–30 000)                              | Malajiska skärgården | 17 508–18 306                               |
| Östra skärgården, Sverige (21 628)                  | Östra skärgården     | 12 740                                      |
| Västra skärgården, Sverige                          | Västra skärgården    | 9 722                                       |
| Karibien (7 000)                                    | Bahamas              | 3 200                                       |
| Japan (6 852)                                       | Japanska innanhavet  | 3 000                                       |
| Finland                                             | Kvarken              | 6 500                                       |
| Brittiska öarna                                     | Brittiska öarna      | 6 289                                       |
| Kina (5 000)                                        |                      | 1 390 (öar)                                 |
| Korea                                               | Koreahalvön          | 3 579                                       |
| Queensland, Australien                              | Stora barriärrevet   | 2 900 (rev), 900 (öar)                      |
| Chile                                               |                      | 2 324                                       |
| Quang Ninh, Vietnam                                 |                      | 1 960–2 000                                 |
| Saint Lawrencefloden, Gränsen mellan Kanada och USA | Thousand Islands     | 1 864                                       |
| Thailand                                            |                      | 1 430                                       |
| Kroatien                                            | Dalmatien            | 1 200                                       |
| Grekland                                            | Grekland             | 1 200–6 000                                 |
| Maldiverna                                          |                      | 1 192 (korallöar)                           |
| Nya Zeeland                                         |                      | 600                                         |
| Estland                                             |                      | 500                                         |